# Don Ellis Tjapanangka
Don Ellis Tjapanangka (* 1925 in Australien; † 1976 bei Alice Springs, Northern Territory) war ein Aborigines-Künstler.
Don Ellis Tjapanangka war der Sohn von Old Tom Onion Tjapangati, dem Bewahrer der Honigtopfameisen-Traumzeit. Don Ellis war 1971 als einer von sieben Aborigines an der Erstellung des Honigtopfameisen-Wandgemäldes in Papunya beteiligt. Unter den Aborigines, die dieses Wandgemälde erstellten, waren er und Kaapa Tjampitjinpa die einzigen, die sich schon vorher als Maler betätigt hatten. Ellis ging 1972 nach Yuendumu, eine Aborigines-Siedlung in der Western Desert. 1976 wurde er am Todd River bei Alice Springs von einem Geisteskranken ermordet.
Es wird angenommen, dass er nach 1971 bis zu seinem gewaltsamen Tod lediglich zehn Bilder malte.